# Миллер, Кори
Кори Миллер (род. в 1967 г.) — американский татуировщик.

## Биография
Кори родился в США в 1967 году. Он начал заниматься татуированием в возрасте 15 лет. Кори является владельцем тату-салона «Six Feet Under», расположенного в Калифорнии. В настоящее время он является участником реалити-шоу «LA Ink».
Миллер специализируется на черных и серых портретах, а также искусстве изображения дракона. Он также известен своими эскизами прямо на теле без использования какого-либо трафарета. Среди его клиентов имеются и знаменитости, такие как Джеймс Хетфилд из рок-группы «Metallica», Майк Портной и др. Помимо тату-мастерства, Миллер также владеет игрой на ударных.

## Личная жизнь
Кори женат на Кэтрин Миллер,от которой имеет 3-х детей.